# Athroolopha orientalis
Athroolopha orientalis là một loài bướm đêm trong họ Geometridae.